# Dennis St John
Dennis St John était un acteur britannique né le 27 septembre 1928 à Lambeth (Royaume-Uni) et décédé le 6 novembre 2007 à Montréal, Québec.

## Filmographie
- 1989 : The Tell Tale Heart : The Old Man
- 1990 : You're Driving Me Crazy : Father
- 1993 : Map of the Human Heart : Moravian Minister
- 1995 : Chasseurs de loups, chasseurs d'or (téléfilm) : Principal
- 1995 : Hiroshima (téléfilm) : Walter Bartky
- 1996 : Chercheurs d'or (feuilleton TV) : Fowler
- 1998 : Captive (téléfilm) : Shoe Shine Man
- 1998 : Le Dernier Templier (The Minion) : Gregor
- 1999 : Back to Sherwood (série télévisée) : The Abbott
- 1999 : Quand je serai parti... vous vivrez encore : Lord Russell
- 1999 : Bonanno: A Godfather's Story (téléfilm) : Station Railway Clerk
- 1999 : P.T. Barnum (téléfilm) : Beefeater
- 2000 : Nuremberg (téléfilm) : Franz von Papen
- 2000 : La Liste (The List) : Priest
- 2002 : Summer (téléfilm) : Professor Ridley
- 2002 : Heartstrings : The Salesman
- 2003 : Le Signe des 4 (The Sign of Four) (téléfilm) : Sherman
- 2004 : Il Duce canadese (feuilleton TV) : Piano teacher
- 2004 : Aviator (The Aviator) : Nick the Custodian
- 2005 : Ten Days to Victory (téléfilm) : Old Man
- 2005 : The Greatest Game Ever Played : Wallis' Butler
- 2006 : Bethune (feuilleton TV) : Old Man
- 2006 : 300 (film) : Spartan Baby Inspector
- 2007 : Still Life : Museum Snob 1
- 2007 : I'm Not There : Captain Henry